# Нікола Божидаревич
Нікола Божидаревич (хорв. Nikola Božidarević, італ. Nicolò Raguseo; бл. 1460, Кручиця біля Дубровника — 1517, Дубровник) — хорватський живописець далматинської школи доби Відродження. 

## Життєпис і творчість
Нікола народився в сім'ї живописця Божидара Влатковича, у якого, імовірно, здобув перші уроки живопису. 
У 1476 році вчився у П. Огняновича в Дубровнику, а 1477 року вирушив удосконалювати майстерність на протилежний берег Адріатики — до Венеції. Надалі протягом приблизно 15 років продовжував працювати в Італії, але вже не у Венеції, а в області Марке (південіша частина Адріатичного узбережжя). 
У 1494 році його ім'я знову з'являється в дубровницьких документах: він дістав численні замовлення на виконання вівтарних образів і поліптіхи у різних церквах Дубровника та околиць.
Творчість Божидаревича демонструє особливості становлення ренесансної живописної школи в Хорватії. Художник долає традиції візантійського іконопису, що мав сильний вплив на місцевих майстрів, і, засвоюючи досвід близьких йому по духу італійських живописців, створив своєрідні твори. 

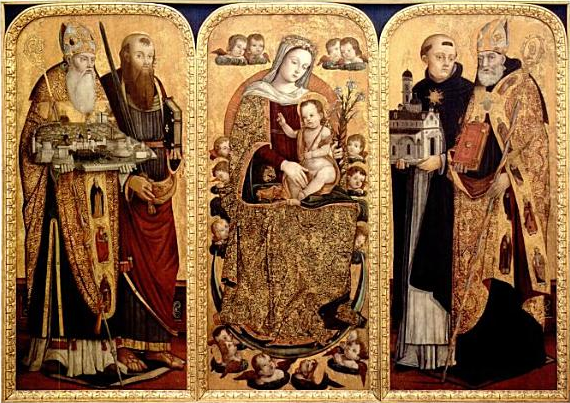
Триптих роботи Божидаревича з домініканської церкви у Дубровнику

Першою з документально засвідчених робіт Ніколи Божидаревича, виконаних після повернення на батьківщину, був триптих для домініканської церкви в Дубровнику (бл. 1500). У центрі зображення — Мадонна з Дитиною, оточена вінком херувимів, на бічних стулках — згруповані попарно четверо святих. І композиційна схема, і мальовниче рішення наслідують ще старі традиції. Фігури подані на густому золотому тлі, проте самі́ образи́ цілком земні за своїми обличчямм. Особливо цікаво вирішена фігура св. Власія, покровителя Дубровника. Сивобородий старець у золототканому вбранні тримає в руках модель міста з вежами, фортечними стінами, церквами і монастирями, з бухтою, в якій тісняться кораблі. Близькість зображених тут реалій до справжнього вигляду Дубровника дозволяє говорити про перший міський пейзаж у живописі Далмації.
Пізні роботи Божидаревича свідчать про вдосконалення художньої майстерності митця. Вівтарний образ сімейства Джорджичів у домініканській церкві Дубровника (1513) побудований за традиційною для італійських майстрів композиційною схемою — Свята співбесіда. Мадонна і святі, які стоять по сторонах, зображені в єдиному реальному просторі: позаду фігур можна побачити тонкі стрункі деревця і пейзаж у блакитних тонах. У порівнянні з попереднім твором збагатилася не лише загальна колористична гама, а й кожен окремий колір завдяки барвистим нюансам набув соковитості й глибини. Разом з червоним і золотим значну роль відіграють відтінки зеленого — від темно-оксамитового до смарагдового, що властиве саме венеційському живопису. У трикутному тимпані, що вінчає основну композицію, зображено Оплакування Христа — сцена, що також відбувається у пейзажі. У двох частинах вівтарної картини художник показав розвиток у часі о́бразу Діви Марії: від юної квітучої діви з ясним окрегленим личком до змарнілої збляклої жінки із запалими очима.
У виконаному в тому ж році Благовіщенні (Дубровник, домініканська церква) риси ренесансного сприйняття світу виражені ще більш наочно. Художник відмовляється від традиційної форми багатоскладового вівтаря, від зображення якогось позачасового передстояння й переходить до передачі певної події, що відбувається в реальному середовищі. Діва Марія і архангел представлені на відкритій терасі. За ними зображений приморський краєвид зі скелястим берегом і прибережною рівниною, що тяжіє до глибини. Пейзаж править за тло, покликане створювати поетичний образ дійсності. Прагнучи до правдивої передачі просторової глибини, Божидаревич застосовує характерне для живопису Відродження триколірну побудову: темніший і щільний червоно-коричневий перший план; світліший, побудований на зеленуватих тонах — другий і блідо-блакитна далечінь, що ніби тане.
Останній з тих, що дійшли до нас, творів Божидаревича — полиптих церкви Діви Марії на Данчах у Дубровнику (1517). Традиційна форма багатоскладового вівтаря була обрана тут за бажанням замовника. Художник вирішив його, проте, як єдине ціле, — спаянє і внутрішнім духовним зв'язком, і композиційними прийомами, і колористичним ладом. Різьблена рама з античною орнаментикою (вази з квітами, грифони, маскарони) обрамляє окремі частини поліптиха у своєрідну архітектурну споруду, збудовану за законами класичного мистецтва: широкий стійкий цоколь — пределла з трьома сценами; висока струнка центральна частина, розділена на три поля, але пов'язана арочним обрамленням: у середині Діва Марія з Ісусом і Іоанном Хрестителем, по краях — св. Григорій та св. Мартін. Завершує все півколо люнета із зображенням Розп'яття. Повнокровна пластика фігур, свобода просторового рішення, різноманітність втілюваних людських почуттів свідчать про зростаючу прихильність майстра ренесансним ідеалам.